# Aa sphaeroglossa
Aa sphaeroglossa är en orkidéart som beskrevs av Rudolf Schlechter. Aa sphaeroglossa ingår i släktet Aa och familjen orkidéer.
Artens utbredningsområde är Bolivia. Inga underarter finns listade i Catalogue of Life.